# Władisław Dieulin

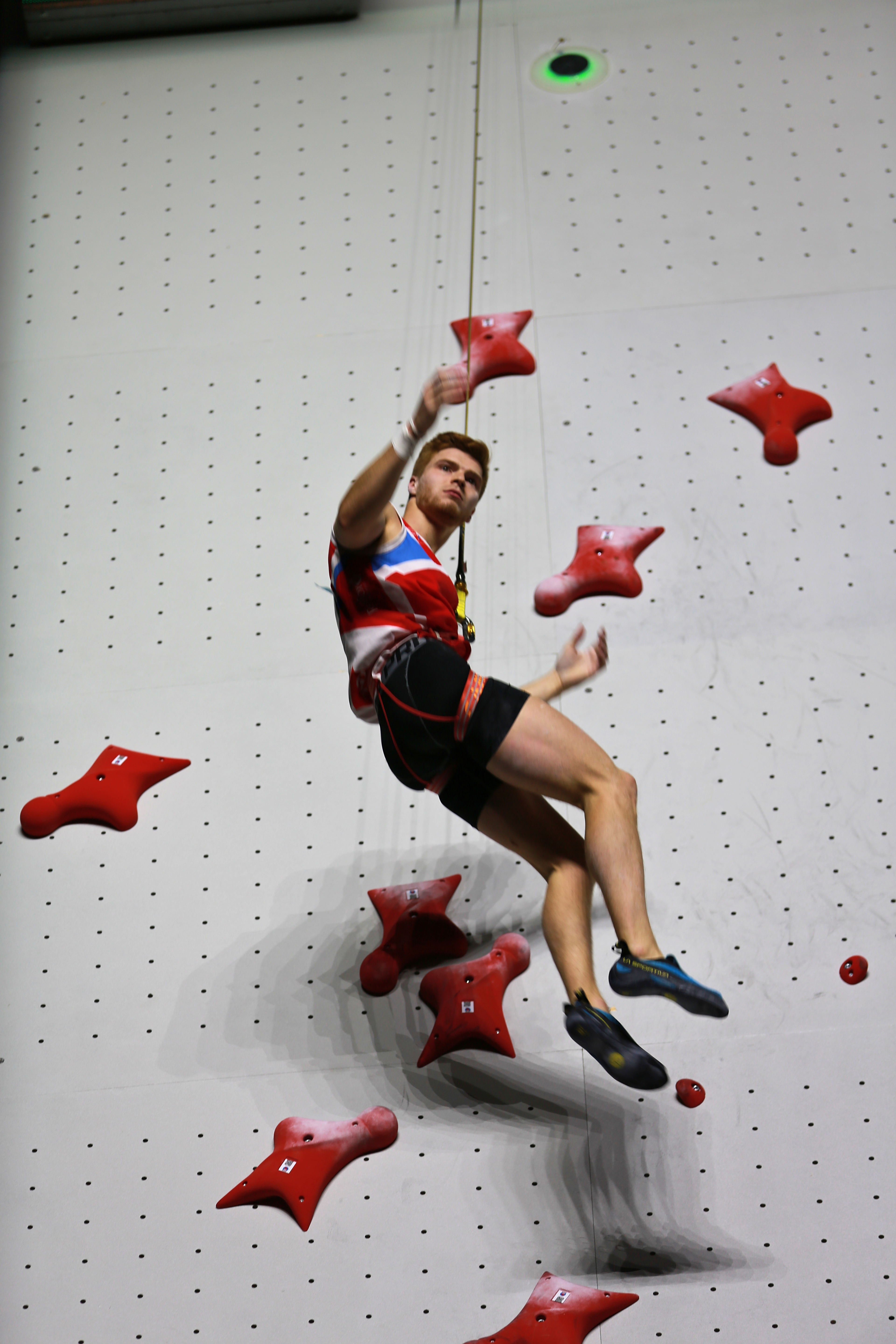
MŚ 2018 Innsbruck. Władisław Dieulin podczas zawodów we wspinaczce na szybkość.

Władisław Aleksandrowicz Dieulin (ros. Владислав Александрович Деулин; ur. 5 maja 1994 w Jekaterynburgu) – rosyjski wspinacz sportowy. Specjalizuje się we wspinaczce na czas. Mistrz Europy we wspinaczce sportowej z 2019.

## Kariera sportowa
Na mistrzostwach Europy w 2019 w szkockim Edynburgu we wspinaczce sportowej w konkurencji na czas zdobył złoty medal, wygrał w finale z Ukraińcem Danyjiłem Bołdyrewem.
Wielokrotny uczestnik, medalistka prestiżowych, elitarnych zawodów wspinaczkowych Rock Master we włoskim Arco, gdzie zdobył złoty medal w roku 2017.

## Osiągnięcia

### Mistrzostwa świata
| Konkurencje  | 2018 | 2019 |
| Wsp. na czas | 5    | 9    |

### Mistrzostwa Europy
| Konkurencje  | 2017 | 2019 |
| Wsp. na czas | 8    | 1    |

### Rock Master
| Konkurencje  | 2014 | 2017 | 2018 |
| Wsp. na czas | 13   | 1    | 5    |